# باهرة ذهبية الأزهار
باهرة ذهبية الأزهار (الاسم العلمي: Agave chrysantha) هو نوع من النباتات يتبع جنس الباهرة من الفصيلة الهليونية.